# KNAZ-TV
KNAZ-TV（仮想チャンネル2・UHFデジタルチャンネル22）は、アメリカ・アリゾナ州フラッグスタッフにライセンス供与されているNBC系列のテレビ局。バージニア州マクレーン (バージニア州)に拠点を置くテグナが所有している。KNAZ-TVのニュース支局は、フラッグスタッフの北アリゾナ大学のキャンパスにあり、送信所は、ココニノ郡の農村にある市の南東にある。
KNAZ-TVは、フェニックスに拠点を置くKPNX（チャンネル12、メサにライセンス供与）のフルタイムサテライト局として動作し、スタジオは、ダウンタウン・フェニックスにあるヴァン・ビューレン・ストリート (アリゾナ州)のリパブリック・メディア・ビルディング（Republic Media building）にある。KPNXから限界から存在しない地上波信号を受信する北アリゾナの地域をカバーしている。KNAZ-TVは、KPNXのストレートサイマル放送で、KNAZ-TVへの放送中の参照は、連邦通信委員会（FCC）が義務付けたニュース放送やその他の番組中の1時間ごとの放送局の識別信号に限定されている。
北アリゾナで主要な英語のテレビネットワークから番組を放送する唯一のフルパワーテレビ局だが、フルサテライト局として、番組を発信していない。プレスコットで1つの中継局であるK06AE-D（チャンネル6）を運用している。

## 歴史
ウェンデル・エリオット・シニア（Wendell Elliott, Sr.）によってKOAI-TVとして設立され、1970年5月2日に運用を開始した。エリオットはカンザス州ドッジシティでラジオ局のKGNOを管理し、1950年代に近くのエンサイン (アリゾナ州)にテレビ局のKTVC（現：KBSD-DT）を設立した他、1951年にカンザス放送協会（Kansas Association of Broadcasters）の創設者でもあった。エリオットは1974年に亡くなり、支配権は息子のウェンデル・エリオット・ジュニア（Wendell Elliott, Jr.）が率いるグループに移った。その歴史の初期部分の殆どの間、ネットワークまたはシンジケート番組のためのマイクロ波フィードを買う余裕がなかった。代わりに、いわゆる「ダーティフィード（dirty feed）」で動作し、ステーション・エンジニアはフェニックスのKTAR-TV（現：KPNX）の信号に切り替え、KTAR-TVのローカルコンテンツ（コマーシャルやニュースを含む）を独自の番組でカバーする必要があった。番組には、『トゥデイ』直後、毎日生放送される1時間番組、1人のタレントとロックダウンされたカメラによる夕方の「リッピング・アンド・リード（rip and read）」ニュース放送、及びナバホ語で話されたナバホ・ネイションからの週刊ニュース番組が含まれていた。初期の運用については他に殆ど知られていないが、北アリゾナ大学は1975年以降のKOAI-TV資料のアーカイブを保持している。
若いエリオットが率いる同グループは、1981年1月にキャピトル・ブロードキャスティング・カンパニー（Capitol Broadcasting Company）（ノースカロライナ州ローリーに拠点を置く同名のテレビ会社とは無関係）に売却し、その直後の同年3月23日、開局前に、プレスコットの現在のKAZT-TVに一時的に割り当てられていたコールサインKNAZ-TVを採用した。また、1981年に信号強度を最大化して、低帯域VHF局に許可された100kWにまで達した。
1980年代と1990年代には、KNAZ-TVを含む売却と支配権の移転が相次いだ。1984年に、キャピトル・ブロードキャスティング・カンパニーからスタンダード生命保険会社（Standard Life Insurance Company）（キャピトル・ブロードキャスティング・カンパニーの少数所有権を持っていた）に移され、1988年にグランド・キャニオン・テレビジョン（Grand Canyon Television）に移された。グランド・キャニオン・テレビジョンは1991年に管財人となり、1992年にW・A・フランケ（W.A. Franke）に移管された。最後に、1997年5月、KPNXの所有者であるガネットは、キングマンのKMOH-TVと共に、グランド・キャニオン・テレビジョンからKNAZ-TVを買収した。既にNBC系列のKNAZ-TVは、KPNXの部分サテライト放送局となった。
1980年代後半、1日3回、17:00（『News at Five』としてブランド化）、18:00、22:00（『News 2 Nite』としてブランド化）にニュース番組を制作し、地元のコミュニティ問題のトーク番組『ノースランド・アウトルック（Northland Outlook）』と、地元の高校と大学を特集した日曜日夜のスポーツのまとめ番組『フロム・ザ・ブリーチャーズ（From the Bleachers）』も制作した。KNAZ-TVが管財人になった直後、ローカルニュース番組を除く全ての自社制作番組が終了された。
2005年12月、ガネットはKNAZ-TVを売却する意向を発表したが、2008年9月の時点で、適切な買収者は浮上していなかった。2008年8月15日、不十分な広告収入と衛星輸送の欠如を決定の要因として挙げたことから、ローカルニュース番組の制作を打ち切り、KPNXの完全なサテライト局となった。北アリゾナのニュースを報道するためにフラッグスタッフ支局が設立された。KNAZ-TVへの唯一の放送中の参照は、KPNXの有効なIDにある。

## 番組
サテライト局として、KNAZ-TVはKPNXの全ての一次ネットワーク番組を再放送するが、デジタルサブチャンネルとして12 News Weather Plusまたはその他のサービスを提供しない。その唯一のデジタル信号は、KPNXのNBC番組のサイマル放送である。

### ニュース運用
完全なサテライト局となる前に、KPNXからの平日6:00、16:30、17:00のニュースと全ての週末ニュースをサイマル放送し、KPNXと同じネットワークとシンジケート番組を放送していたが、独自の地元のコマーシャルとステーションIDを放映し、別のニューススタッフを保持し、平日6:30、18:00、22:00に独自のニュース番組を制作した。独自の週末ニュースも制作していたが、買収者にとってより魅力的なものにすることを目的としたコスト削減の一環として終了した。KNAZ-TVとKPNXの間でニューススタッフの重要な協力と共有があった。多くの場合、KNAZ-TVのリポーターは、そのロゴを使用してKPNXのリポートを提出するため、KPNXの北アリゾナニュース放送局として機能した。一部のKPNXスタッフ、特に気象及びスポーツのスタッフもKNAZ-TVのリポートを提出し、スタッフは、欠席した際にKPNXスタッフを代行することがよくあった。

#### 著名な元スタッフ
- エメ・アロンソン（英語版） - 元リポーター/朝担当アンカー、現：プラスサイズモデル
- スティーブ・ブーニン（英語版） - 元スポーツディレクター/アンカー（1997年〜2000年）、現：KING-TVニュースアンカー
- ディナ・イーストウッド（英語版） - 元アンカー/リポーター、テレビ番組『キャンディッド・カメラ（英語版）』のかつての司会者、現：KSBW（英語版）アンカー。俳優・監督のクリント・イーストウッドと結婚していたが、2013年に離婚。

## 技術情報

### サブチャンネル
| チャンネル | 解像度 | アスペクト比 | PSIPショートネーム | 番組編成                  |
| ---------- | ------ | ------------ | ------------------ | ------------------------- |
| 2.1        | 1080i  | 16:9         | KNAZ-HD            | メインKNAZ-TV番組編成/NBC |

### 中継局
| 放送地域免許 | コールサイン | チャンネル | ERP    | HAAT               | 施設ID | 送信所の座標                                                         |
| ------------ | ------------ | ---------- | ------ | ------------------ | ------ | -------------------------------------------------------------------- |
| プレスコット | K06AE-D      | 6          | 0.5 kW | 759.5 m (2,492 ft) | 35274  | 北緯34度41分14秒 西経112度7分2.5秒 / 北緯34.68722度 西経112.117361度 |

### チャンネルの歴史
1997年4月3日のDTV割り当て計画で、FCCはKNAZ-DTにチャンネル22を割り当て、2001年2月22日に、デジタル設備を建設するための建設許可をガネットに付与した。KNAZ-DTは、特別臨時認可（STA）を受け取った後、低電力で放送され、STAのいくつかの延長と建設許可の変更の後、2007年1月27日にフルパワーDTV施設をカバーするライセンスを申請した。同年5月22日にライセンスを付与された。
当初、別の都市にある別の一般所有局が現在使用している送信所を使用して、デジタル移行の終了後の日付にデジタル放送をVHFチャンネル2に移動することを意図していた。これにより、デジタル遷移後に旧1〜3（VHF-Low帯、V-low帯等）チャンネルに戻る数少ない放送局の1つとなった。
この計画は、既存のチャンネル2アンテナがアイスストームによる損傷を受け、アーク放電と繰り返しの自動送信機シャットダウンの両方がチャンネル2施設をフルパワーで動作できない状態（2008年4月の検査による）にしたため、中止された。アンテナのマストに亀裂が見られ、チャンネル2アンテナの電気的状態は悪化し続けており、2008年7月までに、VHF 2信号は認可された電力の30％で動作していた。同アンテナは、2009年4月16日に完全に故障し、アナログ信号を永久に不能にした。
従って、FCCがDTVチャンネルとしてチャンネル22に留まることを許可するように要求することを余儀なくされた。